# Nadex
Nadex o Northern American Derivatives Exchange es un mercado electrónico de intercambio de derivados financieros enfocado en inversores minoristas. Tiene su sede en Chicago, Illinois y está regulado por la Commodity Futures Trading Commission de Estados Unidos. Nadex ofrece a sus usuarios la posibilidad de negociar opciones binarias y apuestas a margen en los mercados de divisas, materias primas y mercados bursátiles más negociados.

## Historia
Nadex originalmente era conocido como "HedgeStreet" y tenía su sede en San Mateo, California. Fue lanzado en 2004 ofreciendo un mercado electrónico que permitía tranzar derivados financieros a inversores minoristas. HedgeStreet cerró su negocio a finales de 2007. Poco tiempo después, el grupo británico IG compró la compañía por 6 millones de dólares y comenzó su restructuración, su tecnología y sus productos. En 2009 su nombre cambio a North American Derivatives Exchange, Nadex.
HedgeStreet fue el primer mercado de negociación de derivados en línea en ser regulado en Estados Unidos por la Commodity Futures Trading Commission (CFTC). La compañía opera el HedgeStreet Exchange (en español, Mercado de Intercambio HedgeStreet), que se lanzó en octubre de 2004 y ofrece a los comerciantes un lugar donde pueden protegerse o especular sobre los eventos económicos y los movimientos de los precios.  El razonamiento detrás de la creación de HedgeStreet fue que con el aumento de la inversión privada individual en acciones, podría haber un apetito similar para que las personas inviertan en derivados financieros. Este énfasis en inversionistas minoristas creó tanto confusión que John Nafeh, fundador de HedgeStreet, creó el término "hedgelet" para ayudar a explicar el modelo de negocios de la compañía.
En 2007, el grupo británico IG anunció su intención de adquirir HedgeStreet y un año después completó la adquisición de la compañía. Tras la compra, Nadex comenzó a ofrecer opciones binarias similares a aquellas disponibles en la plataforma de IG.

## Operaciones

### Productos
Las opciones binarias de Nadex y los contratos de reparto abarcan una gama de mercados subyacentes, desde futuros de materias primas y forex hasta indicadores económicos y futuros sobre índices bursátiles. Los contratos están disponibles para una amplia gama de precios de ejercicio con vencimientos intradiarios, diarios y semanales.

### Regulaciones
Nadex está regulado por la Commodity Futures Trading Commission de Estados Unidos. A diferencia de muchos proveedores de opciones binarias, Nadex no opera en contra de sus usuarios o participa en negociación bursátil alguna. Los fondos de los usuarios se mantienen en cuentas segregadas en bancos estadounidenses.

### Membresía
Las personas pueden volverse miembros para operar directamente en el mercado electrónico de Nadex con acceso a la plataforma de negociación incluyendo órdenes de entrada, profundidad de mercado, datos históricos, contabilidad de efectivo e informes de posición. La membresía es gratuita, y los miembros pueden negociar con un mínimo de 250 dólares americanos.

### Fondos
Nadex requiere que los operadores financien el riesgo máximo de cualquier operación antes de poder abrirla. Las operaciones no se realizan con margen y no implican apalancamiento. Debido a que todas las operaciones están totalmente financiadas desde el principio, Nadex no emite margin calls. Además, no importa qué tan lejos esté el mercado de la posición de un operador, el operador no es detenido.
Para spreads con un amplio rango de piso / techo, el mercado subyacente generalmente se negociará entre los valores de piso y techo. El precio del spread en este escenario es probable que sea muy cercano, o incluso idéntico, al precio del mercado subyacente.
En el caso de spreads con un rango de piso / techo estrecho, la cercanía de los niveles de piso y techo significa que el mercado subyacente podría estar operando cerca (o fuera de) estos niveles. Esto da como resultado precios que reflejan un grado mucho más alto de opcionalidad, que difiere significativamente del precio del mercado subyacente.

### Comisiones
Los miembros pagan tarifas de negociación tanto por abrir como por cerrar operaciones. La tarifa de cada contrato es de 1.00 dólar con un cargo máximo de 50 dólares por pedido. Para las operaciones que vencen en el saldo (y, por lo tanto, reciben un pago), la tarifa de negociación se reemplaza por una tarifa de liquidación de 1.00 dólar por contrato. Nadex no cobra tarifas de liquidación en operaciones que se liquidan en saldo.